# 飞翼鱼属
飞翼鱼属（意為「有翅膀的魚」）是一種已滅絕的輻鰭魚，分布於古特提斯洋東部，全長約15公分，屬於肋鱗魚目胸鰭魚科。其具有寬大的胸鰭與腹鰭，以及下半葉較長的不對稱尾鰭，整體構造類似現生的飛魚，可能也和飛魚一樣能在海面上長距離滑翔，是已知最早具備此能力的脊椎動物，但其與飛魚之間並無演化上的親緣關係。
飛翼魚的化石發現於中國貴州省興義市烏沙鎮謝米村的法郎組竹竿坡段地層，年代相當於中三疊世拉丁期，是貴州「貴州龍動物群」的特有生物之一，也是第一種於亞洲發現的胸鰭魚科魚類。